# Wissenschaftsjahr 1519
Liste der Wissenschaftsjahre

◄◄ | ◄ | 1515 | 1516 | 1517 | 1518 | Wissenschaftsjahr 1519 | 1520 | 1521 | 1522 | 1523 | ► | ►►

Weitere Ereignisse
Dieser Artikel behandelt das Wissenschaftsjahr 1519.

## Ereignisse

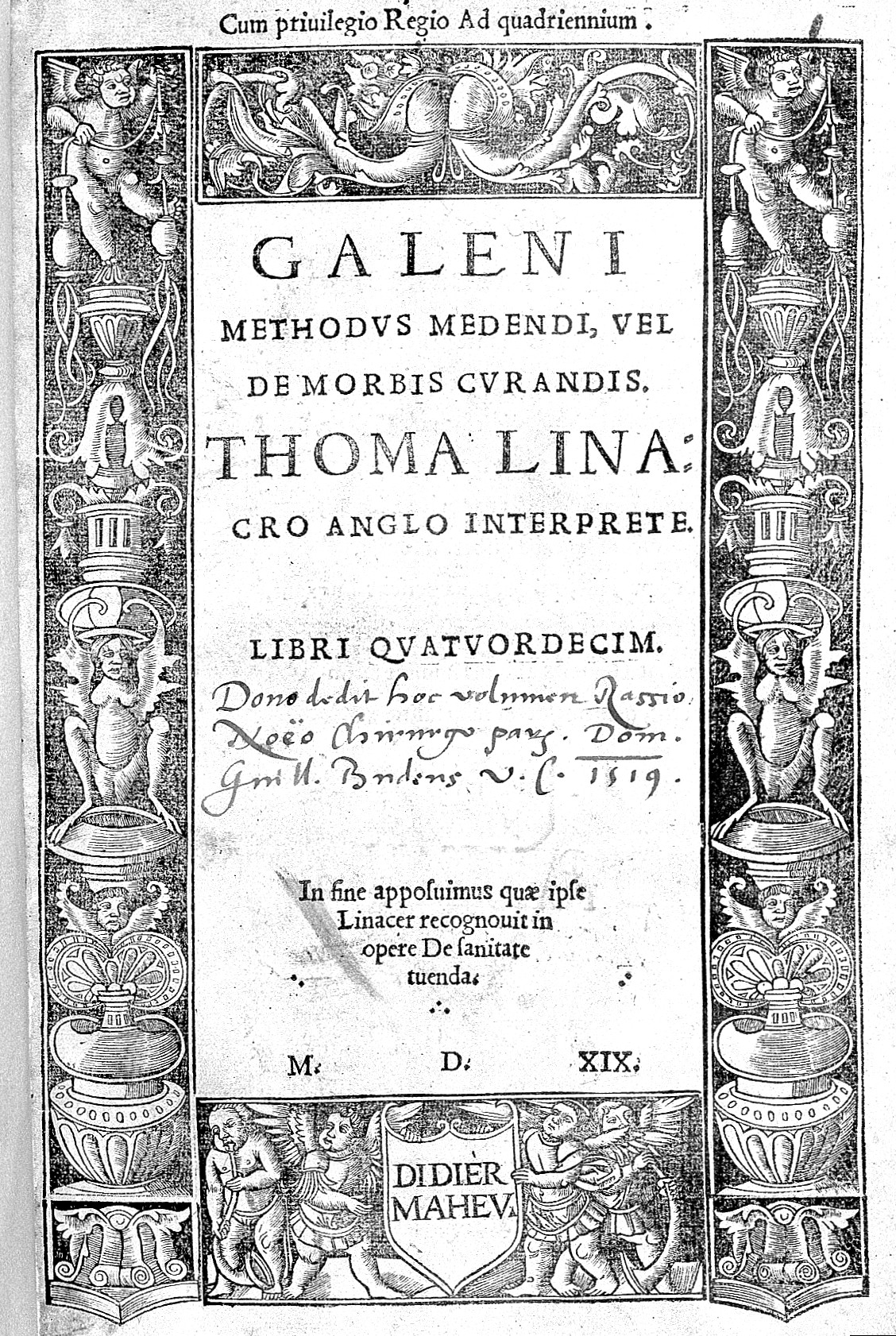
Methodus medendi (1519)

### Biowissenschaften

#### Medizin
- In Europa breitet sich seit dem Vorjahr eine neuerliche Pestwelle aus, der unter anderem der Ablassprediger Johann Tetzel zum Opfer fällt.
- Die von den Spaniern eingeschleppten Pocken lösen eine verheerende Pandemie unter den Ureinwohnern aus. Die Infektionskrankheit breitet sich von den Großen Antillen nach Mittelamerika und möglicherweise bis nach Peru aus und tötet einen Großteil der indigenen Bevölkerung in diesen Gebieten.[1]
- Thomas Linacre veröffentlicht in Paris seine lateinische Übersetzung von Galens Methodus medendi („Die therapeutische Methode“).

### Naturwissenschaften

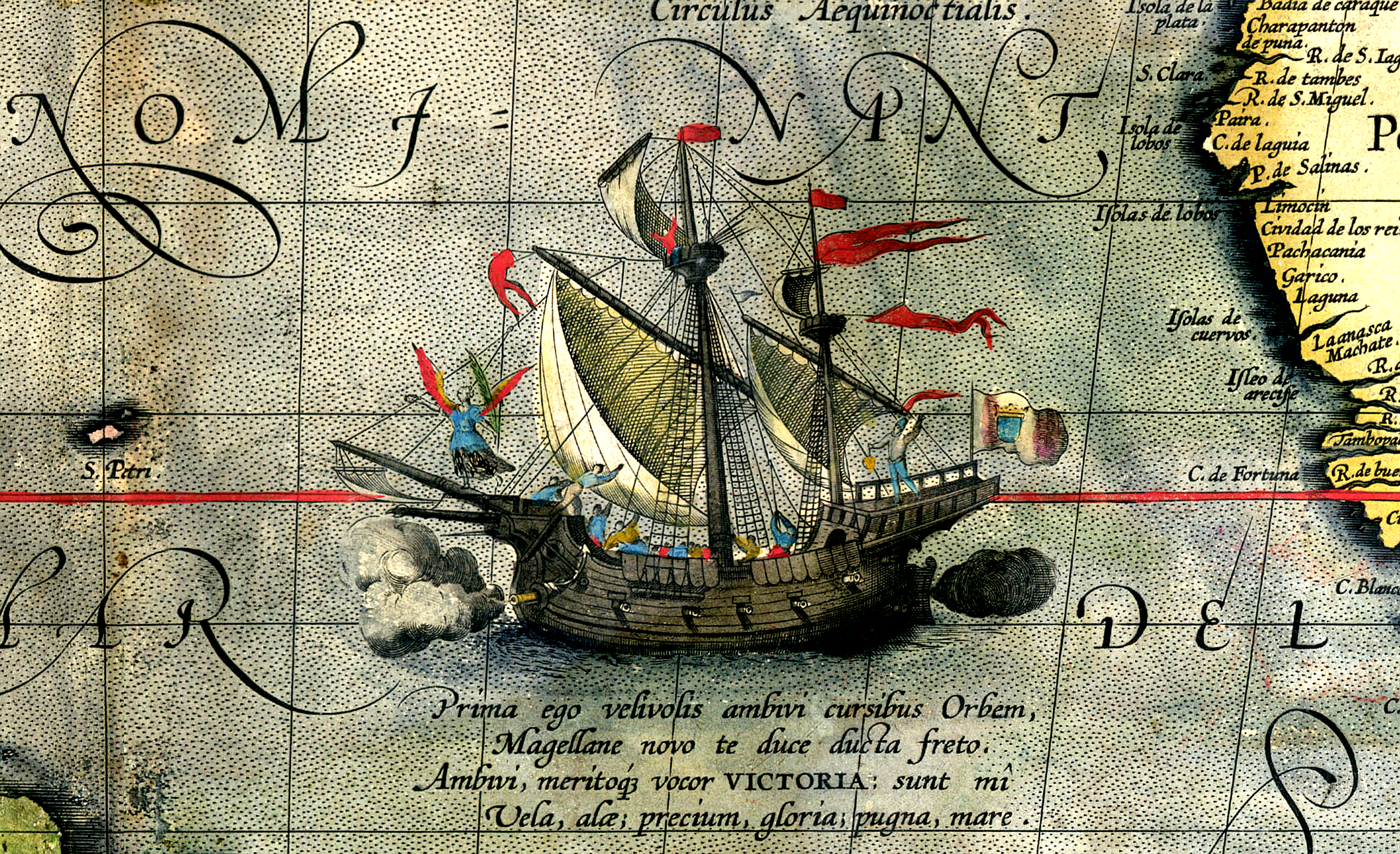
Magellans Schiff Victoria, Detail aus einer Weltkarte des Abraham Ortelius

#### Geowissenschaften

##### Geographie / Entdeckungen
- 10. August: Der portugiesische Seefahrer Ferdinand Magellan startet in Sevilla die erste historisch belegte Weltumsegelung. Seine Expedition, die den letzten, praktischen Beweis für die schon bekannte Kugelgestalt der Erde erbringt, erfolgt im Auftrag der spanischen Krone und soll eigentlich dem Zweck dienen, eine Westroute zu den Gewürzinseln zu finden. Magellan selbst ist zunächst nicht an Bord; er folgt erst, nachdem er am 24. August sein Testament aufgesetzt hat. Seine Flotte, bestehend aus den Schiffen Trinidad, San Antonio, Concepción, Victoria und Santiago, segelt unter der kaiserlichen Flagge des heiligen Römischen Reiches den Guadalquivir hinab in Richtung Ozean. Am 20. September kann die Flotte von Sanlúcar de Barrameda aus in See stechen. Magellans Schiffe nehmen am 26. September auf der Kanareninsel Teneriffa Proviant auf. Am 3. Oktober erreichen sie die Kapverden, am 20. November wird der Äquator überquert. Die Flotte erreicht am 6. Dezember Südamerika und geht am 13. Dezember in einer Bucht vor Anker, die Magellan Bahia de Santa Lucía nennt, die heutige Bucht von Rio de Janeiro. Um den vermuteten paso, die Durchfahrt ins Südmeer, nicht zu übersehen, tastet sich die Flotte bis Ende des Jahres langsam an der südamerikanischen Küste hinunter.
- In Portugal wird der Miller-Atlas, auch bekannt als Lopo Homem-Reineis-Atlas, veröffentlicht. Es handelt sich um einen reich illustrierten Atlas, der von den Kartografen Lopo Homem, Pedro Reinel und Jorge Reinel erstellt und von dem Miniaturisten António de Holanda illustriert wurde. Dargestellt sind die Regionen Nordatlantik, Nordeuropa, die Inselgruppe der Azoren, Madagaskar, das Horn von Afrika, der Indische Ozean, Indonesien, das Chinesische Meer, die Molukken, Brasilien und das Mittelmeer.   - Bildtafeln aus dem Miller-Atlas
  - Brasilien
  - Iberische Halbinsel
  - Indischer Ozean
  - Mittelmeer
  - Nordeuropa
  - Nordatlantik

Bildtafeln aus dem Miller-Atlas
Brasilien
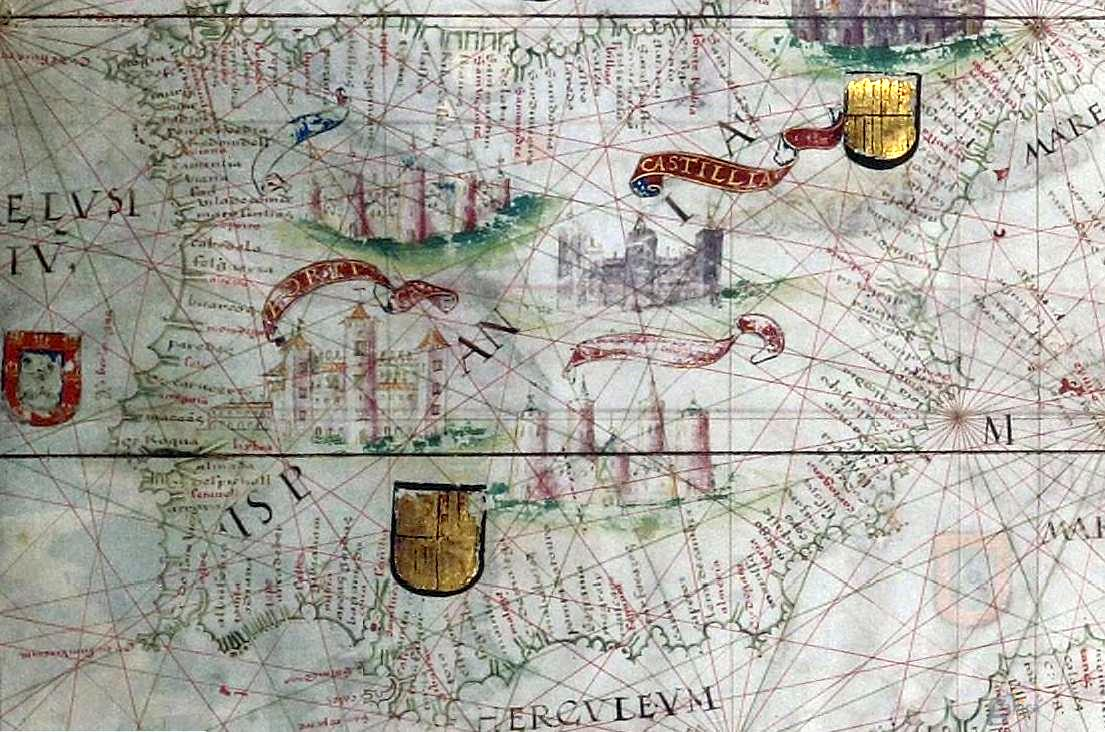
Iberische Halbinsel
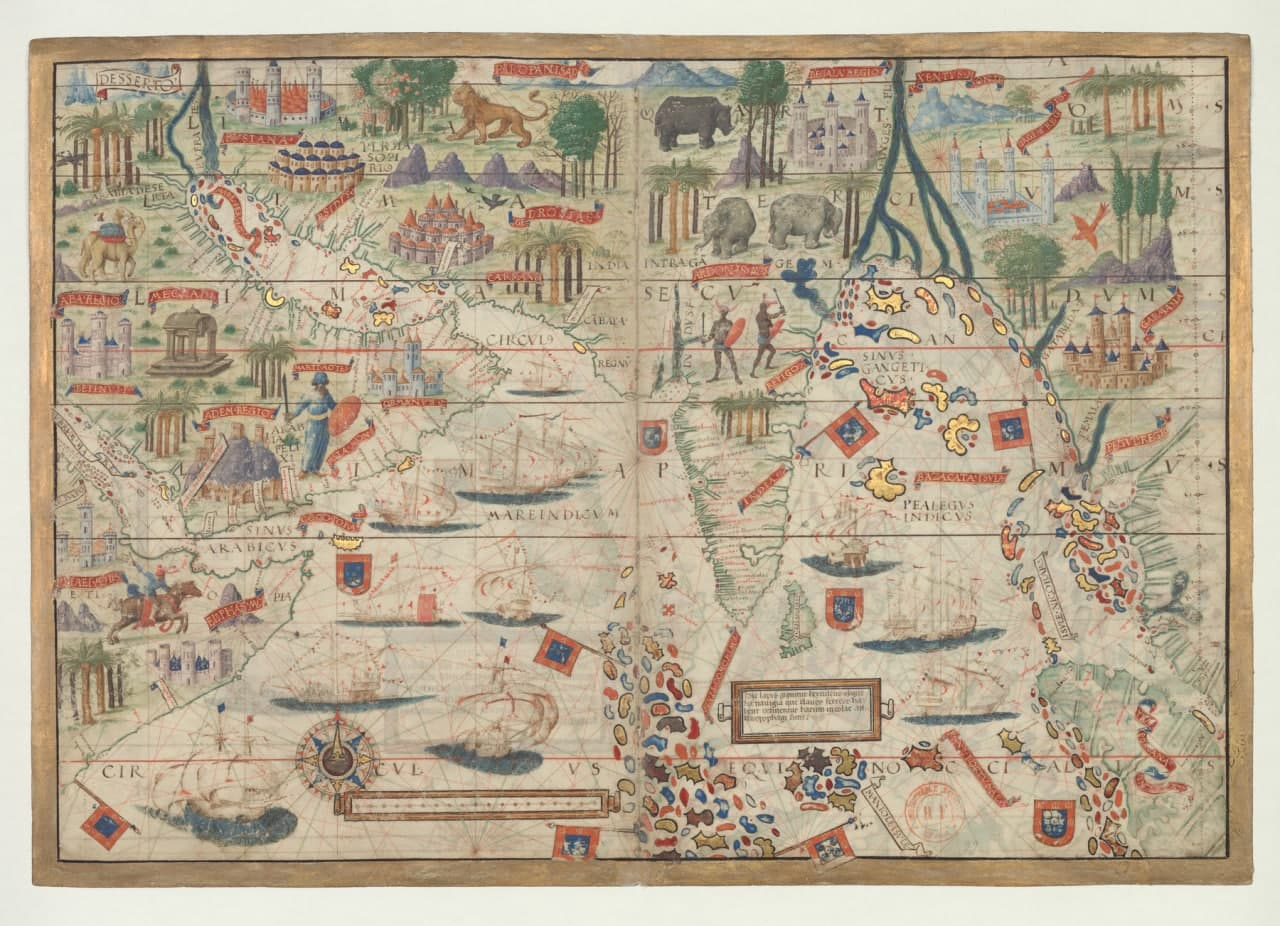
Indischer Ozean
Mittelmeer
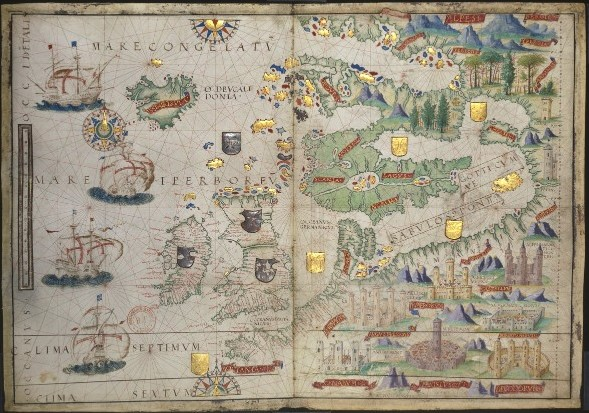
Nordeuropa
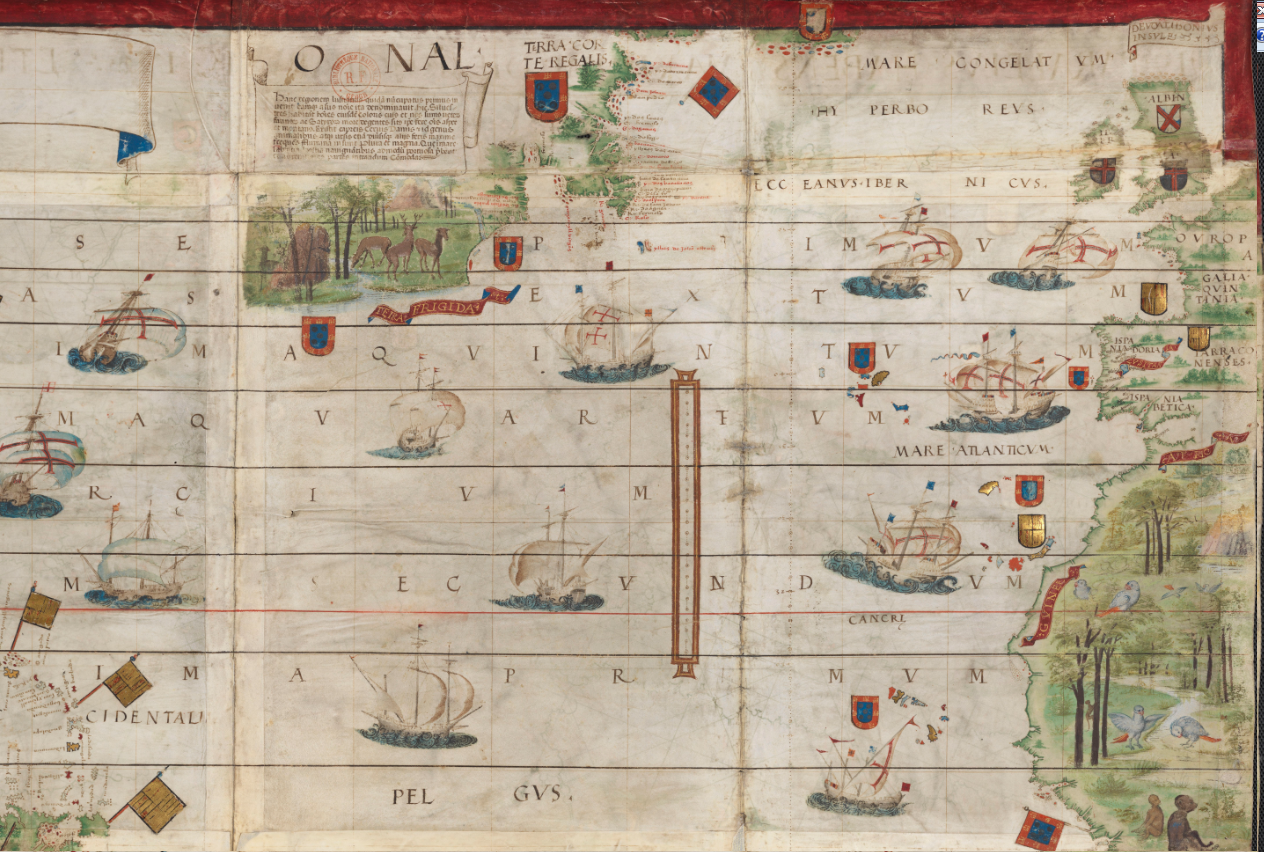
Nordatlantik

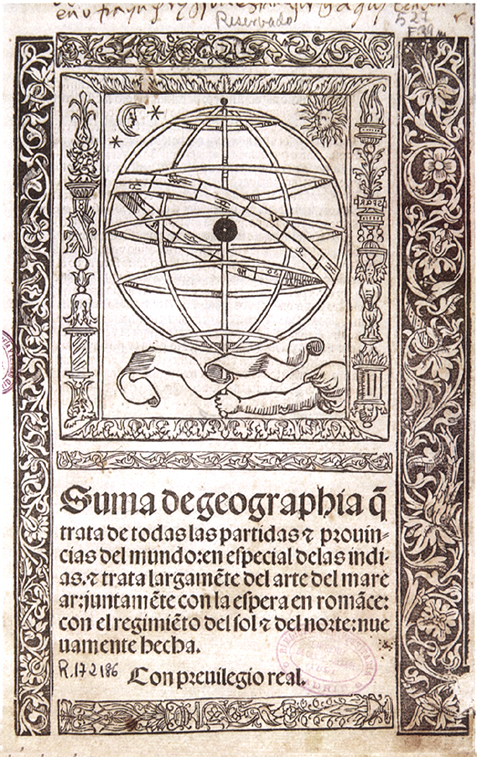
Suma de Geographia (1519)

- Martín Fernández de Enciso veröffentlicht in Sevilla seine Suma de Geographia que trata de todas las partidas y provincias del mundo, das erste Werk auf Spanisch über die Entdeckungen in der Neuen Welt.

## Geboren

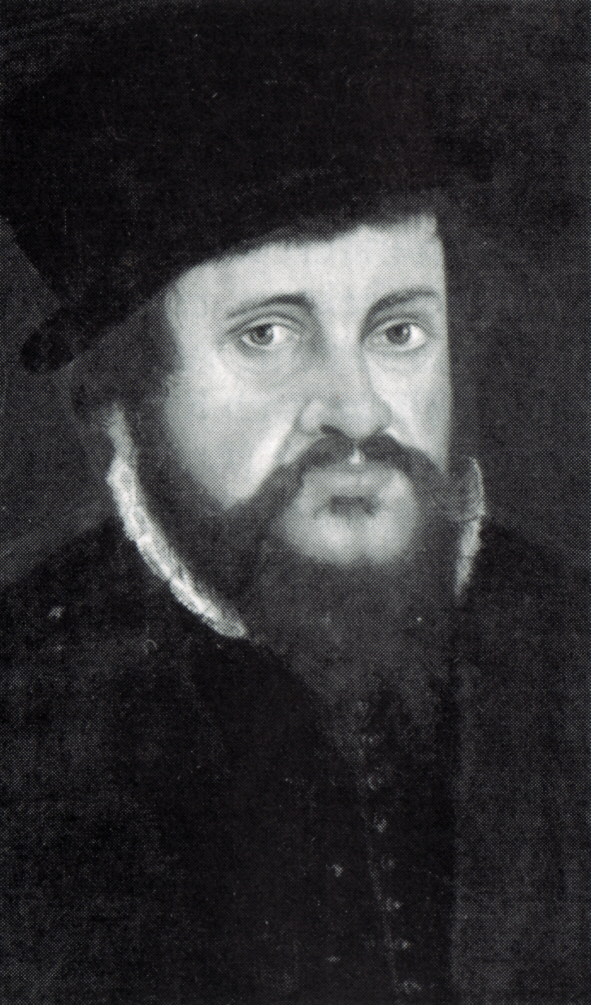
Petrus Vincentius; * 1. März

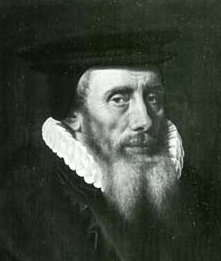
Johannes Goropius Becanus; * 23. Juni

### Geburtsdatum gesichert
- 19. Februar: Froben Christoph von Zimmern, deutscher Autor, Verfasser der Zimmerischen Chronik († 1566)
- 01. März: Petrus Vincentius, deutscher Rhetoriker, Ethiker, Dialekt und Pädagoge († 1581)
- 31. März: Johann Konrad Ulmer, evangelischer Theologe und vielseitig interessierter Gelehrter († 1600)
- 03. Mai: Konrad Matthäus, deutscher Jurist († 1580)
- 27. Mai: Girolamo Mei, italienischer Historiker und Humanist († 1594)
- 06. Juni: Andrea Cesalpino, italienischer Arzt, Philosoph, Botaniker und Physiologe († 1603)

- 23. Juni: Johannes Goropius Becanus, niederländischer Arzt, Linguist und Humanist († 1572)
- 24. Juni: Théodore de Bèze, Genfer Reformator († 1605)

- 29. Juni: Johann Kittel, deutscher Theologe und Pädagoge († 1590)

- 20./22. November: Johann Crato von Krafftheim, deutscher Humanist und Arzt († 1585)

- 12. Dezember: Nikolaus Varnbüler, württembergischer Rechtswissenschaftler und Diplomat († 1604)

- 20. Dezember: Johann Schneidewein, deutscher Jurist († 1568)

### Genaues Geburtsdatum unbekannt
- Giovanni Maria Barbieri, italienischer Philologe und Romanist († 1574)
- Leonardo Botallo, italienischer Anatom († um 1571)

- Bernard Gilles Penot, französischer Alchemist und Arzt († 1617)

### Geboren um 1519
- Girolamo Benzoni, italienischer Reisender und Historiker († nach 1572)

## Gestorben

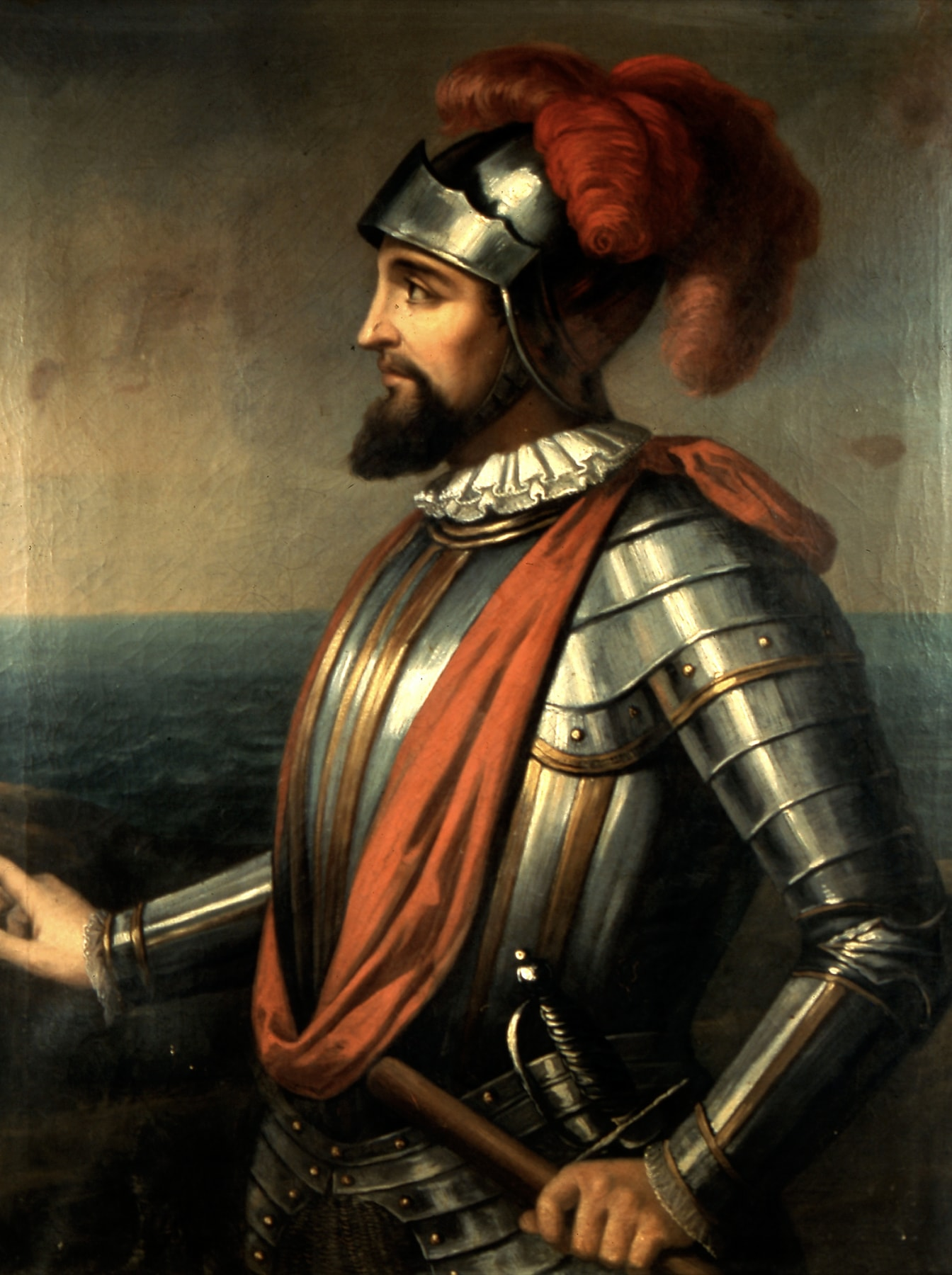
Vasco Nuñez de Balboa; † Januar

### Todesdatum gesichert
- Januar: Vasco Núñez de Balboa, spanischer Entdecker, Konquistador und Abenteurer (* 1475)

- 02. Mai: Leonardo da Vinci, italienischer Künstler und Universalgelehrter (* 1452)

- 03. Mai: Magnus Hundt, deutscher Philosoph, Arzt, Anatom und Theologe (* 1449)

- 09. Mai: Jodocus Trutfetter, deutscher katholischer Theologe, Logiker, Rhetoriker und Philosoph (* um 1460)

- 25. Dezember: Adam Schönwetter von Heimbach, deutscher Jurist (* um 1465)

### Genaues Todesdatum unbekannt
- William Grocyn, englischer Gelehrter und Humanist (* um 1446)

- Jo Gwang-jo, koreanischer Politiker, Reformer und neokonfuzianischer Philosoph (* 1482)

- Diogo Ortiz de Vilhegas, portugiesischer Kosmograph, Theologe und Bischof spanischer Herkunft (* 1457)

- Alonso de Proaza, spanischer Humanist und Hochschullehrer (* 1445)